# Lucki
Lucki Camel Jr., noto semplicemente come Lucki (Chicago, 30 maggio 1996), è un rapper statunitense.

## Biografia
Lucki ha conseguito il suo primo ingresso nella Billboard 200 col terzo mixtape Days B4 III (2019), entrato alla 188ª posizione della classifica. Flawless like Me (2022) è stato il suo primo album in studio a entrare nella top 15 statunitense. Lo stesso esito è stato ottenuto col terzo disco Flawless like Me (2022).
Gemini! (2024), invece, ha segnato la terza top 20 del rapper nella Billboard 200 e la prima entrata nella Canadian Albums. A supporto del disco è stato intrapreso il tour omonimo, incominciato nel luglio 2024.

## Discografia

### Album in studio
- 2019 – Freewave 3
- 2020 – Almost There
- 2022 – Flawless like Me
- 2023 – S*x M*ney Dr*gs
- 2024 – Gemini!

### EP
- 2015 – Freewave
- 2018 – Days B4 II
- 2019 – Hell Never Mattered (con Hotelroom)

### Mixtape
- 2013 – Alternative Trap
- 2016 – Freewave 2
- 2017 – Watch My Back
- 2019 – Days B4 III
- 2021 – Wake Up Lucki (con F1lthy)

### Singoli
- 2017 – Molly (feat. Davethewizard)
- 2017 – Fear or Lust
- 2017 – 4Get
- 2017 – Sunset
- 2017 – You Called Me
- 2017 – Don't You Love Me
- 2017 – Static
- 2017 – Incoming
- 2017 – Play
- 2018 – 4everybody
- 2018 – Fools Gold
- 2018 – Sports Mode
- 2018 – Starstruck
- 2018 – Feels like Death (con Levi Carter)
- 2018 – Overnight
- 2018 – 2nd Place (con ThouxanBandFauni)
- 2018 – At Night
- 2018 – Trust Nobody (con Lofsky e Mick Jenkins)
- 2018 – More than Ever (con ChaseTheMoney)
- 2019 – Peach Dream
- 2019 – Politics
- 2019 – By Any Means (con Spaceli Vietnam)
- 2019 – Spaceli Vietnam
- 2019 – Nascar Dashcar
- 2019 – 4 the Betta
- 2020 – Faith
- 2020 – 2Predictable (con Notorious Nick)
- 2020 – Tune & Scotty
- 2020 – Find Me (con i Working on Dying)
- 2020 – The World is Lucki's
- 2021 – Greed (feat. Lil Yachty)
- 2021 – Almost Woke
- 2021 – Neptune vs Industry (con F1lthy)
- 2021 – Goku
- 2022 – Super Urus
- 2022 – New Drank
- 2022 – Meet Me There
- 2022 – Good Memories
- 2022 – Y Not?
- 2022 – Lil Big (con Nate Husser)
- 2022 – 2k in tha Soda (con gli Internet Money)
- 2022 – Coincidence
- 2023 – Leave Her
- 2023 – No Bap
- 2024 – 2 Faced
- 2024 – All Love
- 2024 – Elegant (con Southside)
- 2024 – 2 Faced, Pt. 2

## Tournée
- 2024 – The Gemini Tour